# Tholozodium rhombofrontalis
Tholozodium rhombofrontalis är en kräftdjursart som först beskrevs av Giambiagi 1922.  Tholozodium rhombofrontalis ingår i släktet Tholozodium och familjen klotkräftor. Inga underarter finns listade i Catalogue of Life.